# ダッシュ野郎
『ダッシュ野郎』（だっしゅやろう）は、1988年に稼動開始したアーケード用レースゲーム。開発は東亜プラン、販売はタイトーが行った。日本国外では『Rally Bike』（ラリー・バイク）のタイトルで稼働された。
1990年にファミリーコンピュータ、1991年にはX68000に移植されて発売された。メガドライブ版も発売が予定されていたが、発売中止となった。

## ゲーム内容

### システム
8方向レバー、2ボタン（アクセル、ブレーキ）でプレイヤーであるオートバイを操作する。
ゴール時に各ステージのクオリファイ（規定順位）を越せなかったり、燃料切れで停止するとゲームオーバー（燃料が切れると徐々に減速するが、その間にゴールは可能）。本編の6ステージとボーナスゲームの2種類を合わせると全8ステージ。
ゲーム開始時の燃料は満タンで、走行することで燃料を消費する。道中のガソリンスタンドやアイテムに接触することで、燃料を補給できる。ただし、ガソリンスタンドに入ると順位を落としてしまう。

### アイテム
アイテムはレース中にヘリコプター（『究極タイガー』での自機「バトルタイガー」）が上空からコース上に落としていく。
- ガス（GAS）
燃料が少し増える。
- ターボ（TURBO）
最高速がアップする（2段階）。一部のステージでは、これを序盤に獲得し、かつ無事故でなければ1位になることができない。
- ヘルパー（HELPER）
自機の左右にオートバイが2機装着。左右からの接触で他車を破壊できる。
- ボーナス（1000POINT）
点数が1000点増える。

### ボーナスゲーム
60秒の時間制限が設定されたレース。ヘリコプターが常時コース上におり、次々とアイテムや勲章を落としていく。燃料切れ（時間切れでも強制的に燃料切れとなる）で停止するか、クラッシュすると終了となり、ボーナス得点を加算して次のステージに進む。
ボーナス得点は走行距離と拾った勲章の数で決まり、拾った勲章ひとつにつき「（2＋それまでの優勝回数）×50」点の勲章ボーナスと、走行距離に応じた最高9000点の走行ボーナスが入る。
尚、ボーナスゲーム自体にも追い越し得点（敵を追い越すたびに得点が上がる）がある。

## ステージ構成
全8ステージで構成される。各ステージ60位からスタートし、クオリファイ以上の順位でゴールすると次のステージへ進める。ボーナスゲームはプレイ結果に関わらず終了後次のステージへ進める。
- サンフランシスコ（クオリファイ30位以内）
- ロサンゼルス（クオリファイ25位以内）
- ボーナスゲーム1
- フェニックス（クオリファイ25位以内）
- デンバー（クオリファイ20位以内）
- ボーナスゲーム2
- ボストン（クオリファイ15位以内）
- ニューヨーク（クオリファイなし）

## 移植版
| No. | タイトル                 | 発売日             | 対応機種               | 開発元   | 発売元         | メディア                                | 型式              | 売上本数 | 備考                                                          |
| --- | ------------------------ | ------------------ | ---------------------- | -------- | -------------- | --------------------------------------- | ----------------- | -------- | ------------------------------------------------------------- |
| 1   | ダッシュ野郎             | 1990年6月15日      | ファミリーコンピュータ | ビスコ   | ビスコ Romstar | 1メガビット+64キロRAM                   | VIS-5D NES-LI-USA | -        |                                                               |
| 2   | ダッシュ野郎             | 1991年5月23日      | X68000                 | SPS      | シャープ       | 5インチフロッピーディスク               | CZ-269AS          | -        |                                                               |
| 3   | Amusement Arcade TOAPLAN | INT 2024年11月16日 | iOS Android            | TATSUJIN | TATSUJIN       | ダウンロード （App Store、Google Play） | -                 | -        | アーケード版の移植 東亜プラン制作のゲーム25本をカップリング。 |

## 評価
ファミリーコンピュータ版
ゲーム誌『ファミコン通信」の「クロスレビュー」では合計20点（満40点）、『ファミリーコンピュータMagazine』の読者投票による「ゲーム通信簿」での評価は以下の通り15.75点（満30点）となっている。
| 項目 | キャラクタ | 音楽 | 操作性 | 熱中度 | お買得度 | オリジナリティ | 総合  |
| 得点 | 2.67       | 2.54 | 2.57   | 2.73   | 2.57     | 2.67           | 15.75 |